# Canny-sur-Thérain
Canny-sur-Thérain és un municipi francès, situat al departament de l'Oise i a la regió dels Alts de França. L'any 2007 tenia 187 habitants.

## Demografia

### Població
El 2007 la població de fet de Canny-sur-Thérain era de 187 persones. Hi havia 64 famílies de les quals 16 eren unipersonals (8 homes vivint sols i 8 dones vivint soles), 20 parelles sense fills, 24 parelles amb fills i 4 famílies monoparentals amb fills.
La població ha evolucionat segons el següent gràfic:
Habitants censats

### Habitatges
El 2007 hi havia 91 habitatges, 67 eren l'habitatge principal de la família, 19 eren segones residències i 5 estaven desocupats. Tots els 87 habitatges eren cases. Dels 67 habitatges principals, 62 estaven ocupats pels seus propietaris i 5 estaven llogats i ocupats pels llogaters; 3 tenien dues cambres, 9 en tenien tres, 24 en tenien quatre i 30 en tenien cinc o més. 45 habitatges disposaven pel capbaix d'una plaça de pàrquing. A 26 habitatges hi havia un automòbil i a 31 n'hi havia dos o més.

### Piràmide de població
La piràmide de població per edats i sexe el 2009 era:
| Homes | Edats   | Dones |
| ----- | ------- | ----- |
| 0     | 95 o +  | 0     |
| 0     | 90 a 94 | 0     |
| 0     | 85 a 89 | 0     |
| 0     | 80 a 84 | 0     |
| 0     | 75 a 79 | 0     |
| 8     | 70 a 74 | 8     |
| 8     | 65 a 69 | 4     |
| 4     | 60 a 64 | 8     |
| 0     | 55 a 59 | 8     |
| 4     | 50 a 54 | 0     |
| 0     | 45 a 49 | 8     |
| 4     | 40 a 44 | 0     |
| 8     | 35 a 39 | 4     |
| 8     | 30 a 34 | 4     |
| 4     | 25 a 29 | 8     |
| 4     | 20 a 24 | 12    |
| 4     | 15 a 19 | 4     |
| 8     | 10 a 14 | 0     |
| 4     | 5 a 9   | 4     |
| 4     | 0 a 4   | 4     |

## Economia
El 2007 la població en edat de treballar era de 121 persones, 84 eren actives i 37 eren inactives. De les 84 persones actives 73 estaven ocupades (46 homes i 27 dones) i 11 estaven aturades (3 homes i 8 dones). De les 37 persones inactives 9 estaven jubilades, 11 estaven estudiant i 17 estaven classificades com a «altres inactius».

### Ingressos
El 2009 a Canny-sur-Thérain hi havia 72 unitats fiscals que integraven 195 persones, la mediana anual d'ingressos fiscals per persona era de 13.817 €.

### Activitats econòmiques
Dels 4 establiments que hi havia el 2007, 2 eren d'empreses de construcció, 1 d'una empresa de transport i 1 d'una empresa de serveis.
Dels 2 establiments de servei als particulars que hi havia el 2009, 1 era una lampisteria i 1 empresa de construcció.
L'any 2000 a Canny-sur-Thérain hi havia 8 explotacions agrícoles.

## Poblacions més properes
El següent diagrama mostra les poblacions més properes.